# Жити любов'ю
«Жити любов'ю» (ісп. Vivir de amor) — мексиканський телесеріал 2024 року у жанрі драми та створений компанією TelevisaUnivision. В головних ролях — Кімберлі дос Рамос, Гала Монтес, Еммануель Паломарес, Хуан Дієго Коваррубіас, Джош Гутьєррес. Перша серія вийшла в ефір 29 січня 2024 р. Серіал має 1 сезон. Завершився 130-м епізодом, який вийшов у ефір 26 липня 2024 р. Продюсер серіалу — Сальвадор Мехія. Серіал є адаптацією португальського серіалу «Кровні узи», 2010 р.

## Сюжет
Це історія Ребекки та Анджеллі, двох сестер, які були розлучені в дитинстві. Анджеллі росла поряд з Еленою, своєю матір'ю, стала керуючою розкішного ресторану, залишеного її батьком як спадок. Вони обидві впевнені, що Ребека померла.

## Актори та ролі
| Актор                  | Роль                                             |
| ---------------------- | ------------------------------------------------ |
| Кімберлі дос Рамос     | Анджеллі дель Олмо Сандовал                      |
| Гала Монтес            | Фріда дель Ольмо Сандовал / Ребекка Санчес Трехо |
| Еммануель Паломарес    | Хосе Еміліо Аранда Ріверо Куельяр                |
| Хуан Дієго Коваррубіас | Лучано Гарза Тревіньо                            |
| Джош Гутьєррес         | Місаель Пастрана Ріверо Куельяр                  |
| Юджинія Каудуро        | Крістіна Ріверо Куельяр                          |
| Рене Стріклер          | Адольфо Пастрана                                 |
| Барбара Іслас          | Доріс Мендоза                                    |
| Габріела Спанік        | Моніка Ріверо Куельяр                            |
| Марілус Бермудес       | Фатіма Аранда Ріверо Куельяр                     |
| Амайрані Ромеро        | Елена Сандовал дель Ольмо                        |
| Магда Каріна           | Альма Трехо                                      |
| Ізабел Мадоу           | Ванда Кармін                                     |
| Ісідора Гонсалес       | Гілдарда «Джі» Коркуера                          |
| Маурісіо Аспе          | Армандо Сьєнфуегоса                              |
| Малільяні Марін        | Хімена Діас                                      |
| Ерік дель Кастільйо    | Еміліо Ріверо Куельяра                           |
| Аданелі Нуньєс         | Гваделупе Мендес Трехо                           |
| Крістіан де ла Кампа   | Улісес дель Ольмо                                |
| Джосселін Гарсілья     | Дульсе Аранда Ріверо Куельяр                     |
| Франсіско Гатторно     | Антоніо Санчес                                   |
| Марсело Буке           | Маурісіо Аранди                                  |

## Сезони
| Сезон | Епізоди | Епізоди | Оригінальний показ | Оригінальний показ | Оригінальний показ |
| Сезон | Епізоди | Епізоди | Перший показ       | Останній показ     | Мережа             |
| ----- | ------- | ------- | ------------------ | ------------------ | ------------------ |
| 1     | 130     | 130     | 29 січня 2024      | 26 липня 2024      | Las Estrellas      |

## Аудиторія
| Країна трансляції | Сезон | Розклад     | Серії | Перший ефір      | Перший ефір | Останній ефір    | Останній ефір | Середній бал |
| Країна трансляції | Сезон | Розклад     | Серії | Дата             | Дата        | Дата             | Дата          | Середній бал |
| ----------------- | ----- | ----------- | ----- | ---------------- | ----------- | ---------------- | ------------- | ------------ |
| Мексика           | 1     | 16:30—17:15 | 130   | 29 січня 2024 р. | -           | 26 липня 2024 р. | -             | -            |

## Версії
| Рік  | Країна     | Українська назва | Оригінальна назва | Кількість | Кількість | В головних ролях                         | Компанія               | Канал |
| Рік  | Країна     | Українська назва | Оригінальна назва | сезонів   | серій     | В головних ролях                         | Компанія               | Канал |
| ---- | ---------- | ---------------- | ----------------- | --------- | --------- | ---------------------------------------- | ---------------------- | ----- |
| 2010 | Португалія | Кровні узи       | Laços de Sangue   | 1         | 322       | Діана Чавес, Діогу Моргаду, Жоана Сантос | SP Televisão, TV Globo | SIC   |